# Hyperaeschra nigrocosta
Hyperaeschra nigrocosta är en fjärilsart som beskrevs av Matsumura 1924. Hyperaeschra nigrocosta ingår i släktet Hyperaeschra och familjen tandspinnare. Inga underarter finns listade i Catalogue of Life.